# Phyllonorycter leucaspis
Phyllonorycter leucaspis là một loài bướm đêm thuộc họ Gracillariidae. Loài này có ở Namibia.